# Original Album Classics (samlingsbox, 2010)
Original Album Classics är en samlingsbox av den svenska singer-songwritern Sophie Zelmani från 2010 som innehåller tre av hennes studioalbum. Den ingår i serien Original Album Classics, skapad av Sony Music med treskivorsboxar till lågpris.
Till skillnad från Sophie Zelmanis Original Album Classics från 2008 är albumen i denna box slumpmässigt valda och två av dem finns redan med i den förra boxen.

## Innehåll
Boxen innehåller följande tre studioalbum:
1. Time to Kill (1999)
2. Love Affair (2003)
3. Memory Loves You (2007)